# Vlasulja
Le mont Vlasulja est une montagne des Alpes dinariques située à proximité du Maglić. Il culmine à 2 336 mètres d'altitude au pic Volujak, au Monténégro (à ne pas confondre avec le mont Volujak, tout proche, qui culmine à 2 296 mètres d'altitude au Studenac).